# Gotland (commune)
Pour les articles homonymes, voir Gotland (homonymie).
La commune de Gotland est l'unique commune du comté de Gotland et de l'île de Gotland en Suède. Environ 60 288 personnes y vivent (2021). Son siège se trouve à Visby.
Les informations concernant la géographie, la culture, l'économie, l'histoire de l'île se trouvent sur l'article consacré à l'île de Gotland.

## Histoire

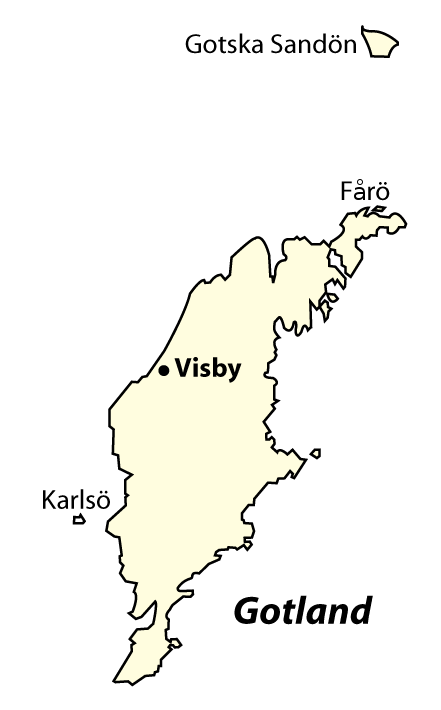
Carte de la commune de Gotland.

En 1951, l'île de Gotland comptait encore 92 collectivités locales, presque exclusivement des municipalités rurales, Visby étant la seule entité à bénéficier du statut de ville, tandis que Slite est un emporium (port marchand). Nombre des municipalités rurales comptaient alors moins de 100 habitants.
La première réforme nationale des collectivités locales au XXe siècle en Suède entra en vigueur le 1er janvier 1952. Les 90 municipalités rurales furent regroupées en douze municipalités élargies, Visby et Slite conservant leurs statuts antérieurs.
Dix ans plus tard, il était clair que cette réforme n'avait pas été assez radicale et les travaux commencèrent pour préparer une deuxième réforme, qui entra en vigueur le 1er janvier 1971. Les différences entre communes rurales et urbaines furent alors abolies pour créer un seul type de municipalité, la kommun. À Gotland, l'ensemble des quatorze collectivités locales furent réunies en une seule unité. Comme il n'y avait plus qu'une commune dans le comté, le Conseil du Comté fut supprimé et réuni à la nouvelle municipalité unique. Gotland est ainsi le seul comté suédois à ne compter qu'une seule commune.

## Politique
Le parlement de la commune (kommunfullmäktige en suédois) est l'organe politique le plus important de la commune de Gotland. Il compte 71 membres élus au système proportionnel pour quatre ans.
Après les élections de 2006, la répartition des sièges est la suivante:
| Coalition au pouvoir | Partis d'opposition                                                 |
| --- | ------------------------------------------------------------------- |
| - Le Parti du centre 17 - Le Parti du rassemblement modéré 14 - Les Parti du peuple - Les Libéraux 4 - Les Chrétiens-démocrates 1 | - Le Parti social-démocrate 24 - Le Parti de gauche 7 - Les Verts 4 |

Après les élections générales suédoises de 2022, la commune/région change de coalition à sa tête, avec une entente entre le  Parti social-démocrate (S) et le Parti du rassemblement modéré (M). Ces élections mettent un terme à la direction de la commune par le Parti du Centre (C) au sein de la coalition d'"Alliance" composée avec le Parti du rassemblement modéré (M),  Les Libéraux (L) et Les chrétiens démocrates (KD) depuis 2018. 
La composition du parlement de la commune depuis les élections de 2022 est la suivante : 
| Coalition au pouvoir (minoritaire)                                       | Partis d'opposition |
| ------------------------------------------------------------------------ | --- |
| - Le Parti social-démocrate : 23 - Le Parti du rassemblement modéré : 13 | - Le Parti du centre : 13 - Les Démocrates suédois : 8 - Le Parti de gauche : 6 - Les Verts : 4 - Les Parti du peuple - Les Libéraux : 2 - Les Chrétiens-démocrates : 2 |

## Localités
La commune de Gotland compte seize localités (tatört). Dans le tableau ci-dessous, les localités sont classées en fonction de leur population au 31 décembre 2005.
| #  | Nom         | Population |
| -- | ----------- | ---------- |
| 1  | Visby       | 22 236     |
| 2  | Hemse       | 1 836      |
| 3  | Slite       | 1 598      |
| 4  | Klintehamn  | 1 407      |
| 5  | Vibble      | 1 135      |
| 6  | Roma        | 905        |
| 7  | Fårösund    | 862        |
| 8  | Lärbro      | 521        |
| 9  | Burgsvik    | 347        |
| 10 | Stånga      | 342        |
| 11 | Havdhem     | 318        |
| 12 | Västerhejde | 302        |
| 13 | Tingstäde   | 278        |
| 14 | Väskinde    | 275        |
| 15 | Roma kyrkby | 253        |
| 16 | När         | 209        |

## Jumelages
- Gozo, Malte
- Gammalsvenskby, Ukraine
- Slagelse, Danemark
- Mariehamn, Åland
- Soest, Allemagne
- Valkeakoski, Finlande
- Tukums, Lettonie
- Kragerö, Norvège
- Saaremaa, Estonie
- Rhodes, Grèce
- Lübeck, Allemagne